# Юсеф Юсфі
Юсеф Юсфі (2 жовтня 1941 , Батна ) — алжирський державний діяч. 13 березня — 28 квітня 2014 виконував обов'язки прем'єр-міністра Алжиру, міністр енергетики та шахт 2010—2015 рр., представник в ООН 2006—2008 рр.

## Біографія
Юсфі, народився у Батні, закінчив Національну школу хімічної інженерії у Франції та здобув ступінь доктора фізики в Університеті Нансі.

Він також має вищу освіту з економіки .
Був доцентом, потім професором хімічної технології у Національній політехнічній школі, потім у Науково-технологічному університеті ім. Хуарі Бумедьєна в Алжирі.
Пізніше обіймав посаду директора хімічного інституту, а також радника з нафтових справ при міністерстві промисловості та енергетики.
Наприкінці 1970-х Юсфі був призначений віце-президентом з маркетингу компанії Sonatrach, а в 1985 став її генеральним директором.
В 1996 році обійняв посаду голови президентської адміністрації при Ламіні Зеруалі.
В 1997 році був призначений міністром нафти та енергетики, а також вперше був обраний членом Національної народної асамблеї.
На початку 1999 року Юсфі став президентом Організації країн-експортерів нафти (ОПЕК) .
23 грудня 1999 року був призначений міністром закордонних справ.

У квітні 2001 року Юсеф Юсфі був призначений послом Алжиру до Канади, потім послом до Організації Об'єднаних Націй в 2006 році.
1 липня 2020 року його засудили до 3 років позбавлення волі за звинуваченням у корупції.